# Guerres Carlines

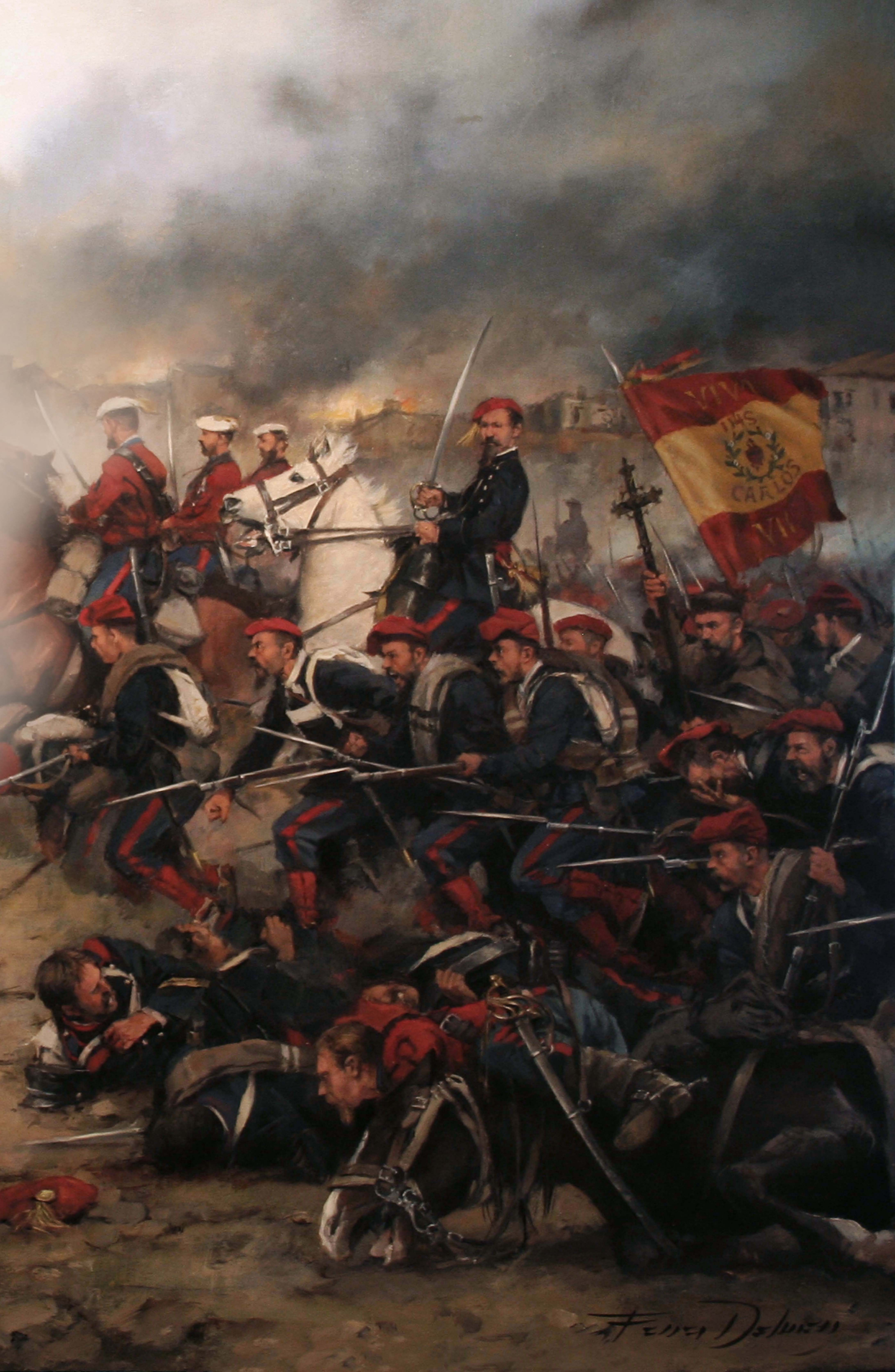
«La presa de la Seu de Urgell pel general Rafael Tristany», quadre d'Augusto Ferrer-Dalmau

Punts calents de la primera guerra carlina

Les Guerres Carlines (dites també popularment en català carlinades) foren tres guerres que sorgiren de les tensions polítiques entre l'absolutisme i el liberalisme; i en general també, entre el món rural i l'urbà. Aquestes guerres tingueren lloc a Espanya al segle xix com a expressió militar del moviment polític carlí i que al llarg del segle xix van enfrontar els carlins o carlistes, partidaris de Carles Maria Isidre de Borbó i els seus descendents, contra els anomenats liberals, partidaris d'Isabel II d'Espanya.
Així com els furs bascos i navarresos, en el marc de Catalunya, hi hagué també el rerefons de recuperació dels furs catalans perduts després del Decret de Nova planta, segons la promesa del pretendent Carles Maria Isidre de Borbó. Aquest va ser un motiu important, si bé no l'únic, pel que els territoris de la Corona d'Aragó, el País Basc i Navarra esdevinguessin importants focus carlins.
Les Guerres Carlines van ser, majoritàriament, guerres de partides, o de guerrilles, en les que grups carlins petits no professionals s'enfrontaven als exèrcits cristinistes ben equipats i ensinistrats.

## Antecedents
Durant el Trienni Liberal (1820-23), els sectors absolutistes van organitzar les partides reialistes, que van disposar d'un ampli suport a les comarques interiors de Catalunya i que resultaren un precedent dels alçaments armats a la mort de Ferran VII. La insurrecció es va reprendre amb la Guerra dels Malcontents el 1827.

## Principals períodes de conflicte armat
- La Primera Guerra Carlina (1833-1840)[6] es va iniciar a la mort de Ferran VII. Aquest conflicte va enfrontar els carlins, partidaris dels drets dinàstics de Carles Maria Isidre de Borbó, germà del monarca difunt, i els isabelins o cristins, defensors dels drets de la seva filla Isabel II, com a resultat de la proclamació de la Pragmàtica Sanció (1830), que havia abolit la llei sàlica dels Borbons, segons la qual la successió havia de ser sempre masculina.
- La Segona Guerra Carlina (1846-1849), va tenir lloc bàsicament a Catalunya, on es va anomenar també Guerra dels Matiners.[7]
- La Guerra del 1855, va tenir lloc bàsicament a Catalunya, protagonitzada per Marçal, Josep Borges, Rafael Tristany i Josep Estartús.
- El Desembarcament carlí de Sant Carles de la Ràpita o Ortegada, fou un intent fallit de cop d'estat protagonitzat pel general Jaime Ortega en nom del pretendent carlí Carles VI el 1860.
- L'alçament de 1869, com a reacció a la Revolució liberal de 1868.
- Durant la Tercera Guerra Carlina (1872-1876), les forces carlines van arribar a ocupar algunes ciutats de la Catalunya interior. Isabel II d'Espanya era a l'exili i el rei Amadeu I, monarca des del 1871, no era gaire popular. Carles de Borbó i Àustria-Este, net de Carles Maria Isidre de Borbó, va prometre a catalans, valencians i aragonesos el retorn dels furs i les constitucions que havia abolit Felip V.
- El 1900 es produí el fracassat Alçament de Badalona i altres viles catalanes i del País Valencià.[8]

## Qüestió foral
La qüestió foral va tenir també molta importància en el període de les guerres carlines, ja que els furs havia permès que el carlisme triomfés al País Basc i Navarra, on els Voluntaris Realistes no van poder ser purgats de l'Exèrcit com a la resta d'Espanya, i van cobrar significació política especialment durant la tercera guerra carlina, quan el pretendent Carlos de Borbó i Àustria va prometre de restaurar també els furs de Catalunya, València i l'Aragó.
Tradicionalment la historiografia ha considerat que el fuerisme basc-navarrès va ser, juntament amb la defensa del catolicisme, un dels factors principals que van impulsar la mobilització carlina al nord. Tanmateix, en els darrers anys s'ha revisat totalment aquesta visió, primer per negar-la (afirmant que el 1833 no existia aquesta reivindicació) i després per tornar-la a prendre amb matisos.
El capità de llancers anglès Charles Frederick Henningsen, que va combatre a la primera guerra carlina al bàndol legitimista, va escriure el 1836 que ni el 5 % dels insurrectes coneixia realment el significat de la paraula «fors», encara que era familiar a la seva oïda, i que, en preguntar als soldats per què lluitaven, li contestaven invariablement «Per Carles V » o «Pel Rei». Del mateix parer era John Francis Bacon, cònsol britànic a Bilbao entre 1830 i 1837, qui va afirmar que «no hi ha res de comú entre la rebel·lió [carlista] de les Províncies Bascongades i els furs que posseïen».

També el 1845 Juan Antonio de Zaratiegui, ajudant i secretari del general Zumalacárregui, va deixar escrit que era un error afirmar que els navarresos havien pres les armes a la primera guerra carlina per defensar els seus furs, ja que el 1833 estaven plenament vigents. A la seva obra «Vida i fets del senyor Tomàs de Zumalacárregui» Zaratiegui afirmava poder demostrar que l'alçament a Navarra no va tenir cap altre objecte que la defensa dels drets a la corona d'Espanya de l'infant Carles Maria Isidre i protestava contra els que sostinguessin el contrari.

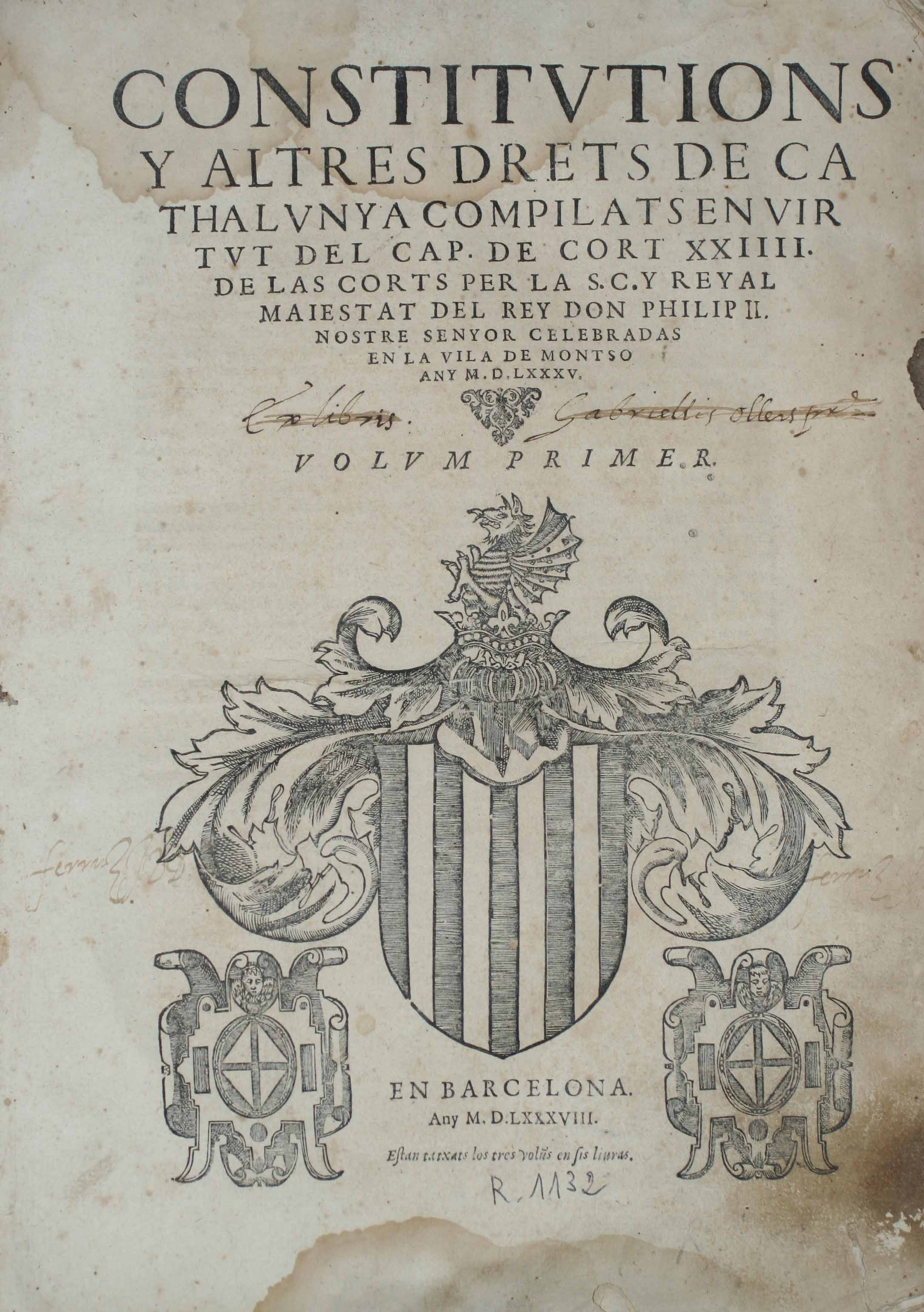
Constitucions de Catalunya de 1585

D'acord amb l'escriptor fuerista José María Angulo i de l'Hormaza, al País Basc i Navarra va ser precisament el desig de conservar els furs el que va propiciar la fi de la primera guerra carlina. L'escrivà José Antonio Muñagorri va popularitzar per això, amb la cooperació del govern, el lema de «Pau i Furs», que facilitaria la conclusió del conflicte mitjançant el Conveni de Bergara signat pel general Maroto (considerat com el gran traïdor de la causa carlina).
D'acord amb aquest autor, els furs tampoc haurien estat, de fet, la causa que al País Basc i Navarra triomfés l'alçament carlí per segona vegada el 1872, sinó l'anticlericalisme i els desordres del Sexenni Democràtic. Segons Angulo i de la Hormaza, el desig de conservar els Furs hauria estat fins i tot un impediment per anar a la guerra, ja que la derrota militar podia comportar-ne la pèrdua. La consigna en produir-se l'aixecament seria «Salvem la Religió encara que morin els Furs!»

Per al polític liberal biscaí Fidel de Sagarminaga, vincular els furs al carlisme era un error, ja que havia estat la reivindicació religiosa, i no els furs, el que havia produït l'últim alçament a la regió basco-navarra, on a diferència d'altres regions espanyoles, no havien triomfat insurreccions carlines entre 1839 i 1868, durant tot el regnat d'Isabel II. Davant l'amenaça que el govern de Cánovas del Castillo els suprimís, en la seva obra Dues paraules sobre el carlisme vascongado (1875) va manifestar:
Avui n'hi ha prou amb haver procurat demostrar que el carlisme vascongat és un fenomen amb accidents locals, però l'essència del qual no radica ni viu sola en aquella regió; que els furs no han estat gens ni mica part per produir-lo, i que en això no hi poden trobar suport els sediciosos i trastornadors, fins al punt que només al bàndol dels lleials bascongats es troben la genuïna representació d'aquelles institucions; que la causa que tan dolorosament ha fomentat la guerra civil, no és altra que la religiosa, esplotada a la vegada per ambiciosos de professió, abraçada amb ardor per ànims inflamables i predicada per ministres de l'altar amb més fe que seny; que la qüestió religiosa ha estat causa poderosíssima de guerra per la manera com s'ha introduït, i les imprudències dels qui la van promoure; que castigar el poble vascongat amb la pèrdua de les seves institucions seria confondre, per primer cop, d'una manera solemne i eficaç, els furs amb el carlisme; que en això es cometeria una grandiosíssima injustícia respecte als bons basconjats (i no són pocs), víctimes més que ningú de l'alteració i de la guerra carlina; i que és, en suma, contrari a tota justícia, a tota política previsora, cercar en les venjances el càstig, i en l'agreujament dels mals el seu remei. 
Malgrat aquests precs, els furs basc-navarresos van ser finalment suprimits en promulgar-se la Constitució espanyola de 1876, poc després de la tercera guerra carlina. En bescanvi, el 1878 Navarra i les províncies basques obtingueren el Conveni i Concert econòmic, respectivament, que encara conserven amb la Constitució espanyola de 1978.